# Wardruna
Wardruna er et musikalsk projekt baseret på nordisk hedenskab og den ældre futharks runer. Projektet blev etableret af Einar "Kvitrafn" Selvik i 2003, sammen med Gaahl og Lindy Fay Hella. Stilen er folkemusik og ambient.
Gruppen har udgivet to plader, der hver især tematiserer otte af runerne i den ældre futhark . Den anden plade skal afslutte gennemgangen af runerne.  Den tredje plade har arbejdstitlen Runaljod - Ragnarok.
Musikken spilles på instrumenter som hardangerfele, lur, kravik lyre, tegelharpe, benfløjter mm. Dele af musikken optages i naturen eller på steder der har betydning for den specifikke rune. 
Flere af Wardrunas numre er blevet brugt i de tre første sæsoner af den irsk/canadiske tv-serie Vikings.

## Medlemmer
- Einar "Kvitrafn" Selvik: Vokal, diverse instrumenter, komponist
- Lindy Fay Hella: Vokal, guitar
- Gaahl: Vokal

## Diskografi
- Runaljod - Gap Var Ginnunga (2009)
- Runaljod - Yggdrasil (2013)
- Runaljod - Ragnarok (2016)
- Skald (2018)
- Kvitravn (2021)
- Birna (2025)